# 消極的無神論と積極的無神論

弱い/強い無神論と明示的/暗黙的無神論との関係を示す図。明示的な無神論の中で、強いつまり積極的な無神論(右側で紫色の部分)は、「少なくとも一柱の神が存在する」は間違った命題だと主張する。明示的無神論の中で、弱いつまり消極的な無神論(右側で青色の部分)は「少なくとも一柱の神が存在する」は間違った命題だと実際に主張することはしないが、神が存在すると「信じる」ことは拒絶するか避ける。暗黙的で弱いつまり消極的な無神論(左側の青色の部分)には、神を信じないが、そういった信念をはっきりと否定しないできたような人々(幼い子供や不可知論者など)が含まれる(図中の面積はその立場に立つ人々の相対的な数を表しているわけではない)

積極的無神論(せっきょくてきむしんろん、英: positive atheism)とは、神が存在しないことと主張するような形の無神論を指す用語である。消極的無神論(しょうきょくてきむしんろん、英: negative atheism)とは、それ以外の形の無神論を指し、神の存在を信じてはいないが、神が存在しないと主張することはしないような人がこれに含まれる。
強い無神論(英:strong atheism)や堅い無神論(英:hard atheism)は積極的無神論と同義に使われ、逆に弱い無神論(英:weak atheism)ややわらかい無神論(英:soft atheism)が消極的無神論と同義に使われる。
消極的無神論および積極的無神論という術語は1976年にアントニー・フルーが用い、今日では学術的著作にも一般的に用いられており、マイケル・マーティンの1990年の著作では19度使われている。
強い/弱いという言い回しの使用は1990年代からインターネット上で、特にalt.atheismというニュースグループによって増加した。

## 語の指し示す範囲
「神」という語の融通性のため、ある人がある神の概念に関しては積極的なつまり強い無神論者であり、しかも同時に別種の神の概念に関しては消極的なつまり弱い無神論者であるということが可能である。例えば、古典的神論における神はしばしば全能・全知・遍在・全善なる人格的・超越的存在で、人間と人間の成す事を気にかけているとされる。そういった神に対しては積極的無神論者であり(悪の問題を参照)、しかも同時に理神論的な神の概念に関してはそういった神を信じることを否定しつつそういった神が存在するというのは間違っているとはっきりと主張しない消極的無神論者でいることは可能である。
積極的無神論と消極的無神論は、哲学者ジョージ・ハミルトン・スミスの暗黙的無神論と明示的無神論という分類と、神は存在しないという特定の考えを持つかどうかに関係するという共通性はあるものの、異なるものである。
「積極的・明示的」無神論者は、神が存在するというのは間違いだと主張する。「消極的・明示的」無神論者は神が存在することを信じないと主張するが、神が存在しないというのは「真」であるとは主張しない。神が存在すると信じていないが、そのことを主張しないような人は暗黙的無神論者に含まれる。そのため「暗黙的」無神論者の中には以下のような人が含まれる: 神というものについて聞いたことがない子供や大人; 神について聞いたことはあるが観念に考慮に値する思考を提出したことのない人々; そして、神の存在についての判断を保留しているが、そういった信念を否定していない不可知論者
暗黙的無神論者はいずれも消極的つまり弱い分類に含まれる。
この積極的/消極的という分類の下で、不可知論者が消極的無神論者とみなされることがある。この分類が妥当かどうかについては議論があるが、リチャード・ドーキンスのような少数の有名な無神論者はこういった分類を避けている。『神は妄想である』においてドーキンスは、神の存在する可能性を「非常に高い」から「非常に低い」と考える人は「不可知論者」とみなし、神は存在しないと主張する人に「強い無神論者」という語を取っておいている。彼はこの考え方において自身を「事実上の無神論者」だが「強い無神論者」ではないと分類している。哲学者アンソニー・ケニーは、消極的無神論の中で、「神は存在する」というのは確実でないと考える不可知論者と、神についての発話は全て無意味だと考える神学的非認知主義者とを区別している。

## もう一つの意味
ジャック・マリタンは消極的/積極的無神論という言い回しを1949年には使っていたが、厳密にカトリック弁証学的な文脈で、上記とは異なる意味で用いていた。
The Atheist Community of Austin (ACA)は「積極的無神論」という語を異なる意味で使う。ACAは「ポジティヴな」無神論という言い回しを、無神論の肯定的な面を提起し、特に宗教の場で宗教的な人々によって描かれたような無神論の否定的なイメージを打ち消す意味で使う。